# Thulsa Doom
Thulsa Doom est un personnage fictif d'heroic fantasy créé par Robert Ervin Howard en 1928 pour le magazine de feuilletons pulp Weird Tales. Il est depuis apparu dans des bandes dessinées et des films comme ennemi de Kull et, plus tard, d'une des autres créations de Howard, Conan le barbare.

## Dans lesPulp (magazine)
Thulsa Doom apparaît la première fois dans la nouvelle Le Chat de Delcardes (Delcardes' Cat) par Robert E. Howard, avec le personnage de Kull comme antagoniste. Howard présente cette histoire à la rédaction de Weird Tales en 1928 sous le titre Le Chat et le crâne (The Cat and the Skull) mais elle est refusée.
Elle n'est publiée aux États-Unis qu'en 1967 aux Éditions Lancer sous forme de livre de poche.

## Dans les bandes dessinées
Il est apparemment immortel et est représenté comme un sorcier au crâne squelettique ou comme un albinos lorsqu'il prend l'apparence illusoire d'un homme vivant.
En tant que puissant nécromancien, Thulsa Doom est le principal ennemi de Kull roi barbare dominant le principal royaume de l’époque (la Valusie). Il apparaît fréquemment dans les bandes dessinées Marvel (Kull le Conquérant n°3 et 7). et revient dans Kull le Conquérant n°11, Par cette hache, je règne, fondée sur une nouvelle originale de Robert E. Howard.
Kull reprend sa quête dans les pages de Kull et les Barbares, un magazine Marvel en noir et blanc où Thulsa Doom envoie des membres de la Légion Noire lui tendre une embuscade.
Puis il apparaît dans différents numéros de Kull le destructeur, jusque ce qu'à l'arrêt du magazine en 1978 à son numéro 29.
Thulsa Doom continue ses exactions en tant qu'ennemi de Conan dans The Savage Sword of Conan, un magazine en noir et blanc, publié aux États-Unis à partir de 1974 par Curtis Magazines (un label de Marvel Comics) puis directement par Marvel.
Thulsa Doom devient plus tard un ennemi du héros Cormac Mac Airt, un autre personnage de Howard étoffé par Andrew J. Offutt .
Dynamite Entertainment a annoncé une série  Thulsa Doom écrite par Arvid Nelson, et dessinée par Lui Antonio.

## Dans les films
Un personnage du même nom est l'ennemi principal de Conan dans le film sorti en 1982 Conan le Barbare. Joué par James Earl Jones, Thulsa Doom y est considérablement différent de son alter ego littéraire, décrit comme ayant un visage ressemblant à un crâne squelettique. Cette version de Thulsa Doom est plus proche de Thoth-Amon serviteur du dieu serpent Set (Marvel Comics), un des ennemis classiques de Conan. En tant que tel, Doom semble être un homme ordinaire dans le film, mais il possède néanmoins le pouvoir de se transformer en un énorme serpent. Cet hybride Thulsa Doom / Thoth-Amon semble avoir été ré-imaginé comme un chef de secte.
Dynamite Entertainment a annoncé que Djimon Hounsou avait signé pour co-produire et jouer Thulsa Doom dans un film homonyme.

## Hommages
Dans Le Donjon de Naheulbeuk, Tholsadum est un archimage connu pour avoir créé une robe de sorcier ayant  une fonction chauffante. La magicienne porte la robe de Tholsadum.

## Source
- (en) Cet article est partiellement ou en totalité issu de l’article de Wikipédia en anglais intitulé « Thulsa Doom » (voir la liste des auteurs).